# Шистозомијаза
Шистозомијаза (позната такође и као билхарзија, пужна грозница и Катајама грозница) је болест коју изазивају паразитски црви типа Schistosoma . Њима се може заразити уринарни систем или црева. Симптоми могу бити бол у стомаку, пролив, крвава столица или крв у мокраћи. Код особа које су дуже време заражене може се јавити оштећење јетре, отказивање рада бубрега, неплодност или рак мокраћне бешике . Код деце може да доведе до недовољног раста и потешкоћа са учењем.
Болест се шири при контакту са водом која садржи паразите. Ове паразите отпуштају инфицирани слатководни пужеви. Ова болест је посебно честа међу децом у земљама у развоју пошто се она често играју у зараженој води. Остале високоризичне групе чине фармери, риболовци и људи који користе заражену воду при обављању својих дневних послова. Ова болест спада у групу хелминтних инфекција. Дијагноза се поставља проналажењем јајашца паразита у урину или столици оболеле особе. Такође се може потврдити када се антитела на ову болест пронађу у крви.
Међу методама превенције ове болести се налази побољшавање приступа чистој води и смањење броја пужева. У подручјима где је ова болест учестала код читавих група људи одједном и годишње може се примењивати терапија леком празиквантел. На тај начин се смањује број заражених људи, а тиме и ширење болести. Светска здравствена организација такође препоручује лечење празиквантелом особама које су заражене.
Шистозомијаза погађа скоро 210 милиона људи широм света, и процена је да од ње годишње умре од 12.000 до 200.000 људи. Ова болест се најчешће јавља у Африци, као и Азији и Јужној Америци. Приближно 700 милиона људи у више од 70 земаља живи у подручјима где је ова болест учестала. Шистозомијаза се налази на другом месту одмах до маларије као паразитска болест са највећим економским утицајем. Од давних времена па све до почетка двадесетог века, на симптом шистозомијазе крв у мокраћи се гледало као на мушку верзију менструације у Египту и из тог разлога је то сматрано потврдом зрелости код дечака. Сврстана је међу занемарене тропске болести.